# Fajr Ibrahim
Fajr Ibrahim (in arabo فجر إبراهيم‎?; Damasco, 22 giugno 1964) è un allenatore di calcio ed ex calciatore siriano, di ruolo difensore.

## Palmarès

### Giocatore

#### Competizioni nazionali
- Coppa di Siria: 1

Al-Wahda: 1993
- Supercoppa di Siria: 1

Al-Wahda: 1993